# Landarbaso
Landarbaso es un exclave de la ciudad de San Sebastián situado entre los municipios de Astigarraga, Rentería y Hernani.

## Localización geográfica
El territorio de Landarbaso tiene forma aproximadamente triangular con unos 2,1 km² de territorio. Se encuentra en las faldas del monte Igoin (457 metros). Sus límites septentrional y oriental están formados por el arroyo Landarbaso, afluente del río Urumea. Landarbaso se convirtió en un enclave en 1987, cuando el vecino municipio de Astigarraga se independizó de San Sebastián, ya que hasta entonces estaba unido territorialmente al resto del municipio.
A este exclave se accede a través del barrio de Ventas de Astigarraga situado en la carretera que une Astigarraga con Rentería.
Se trata por lo tanto de un terreno montañoso, formado en su mayor parte por plantaciones de pino insignis, con algunos prados y manchas de robledales.

## Economía y población
Landarbaso está habitado por unas pocas familias que viven en algo más de media docena de caseríos dispersos. En 2013 había sólo 14 vecinos censados en el enclave.
En el enclave hay una casa de agroturismo.

## Historia
El nombre antiguo de la pertenencia era Landerbaso, que no se transformó en Landarbaso hasta el siglo XIX. El clérigo y archivero renteriano de finales del siglo XVIII, Juan Ignacio de Gamón escribió en su Noticias Históricas de Rentería, que el nombre Landerbaso significa bosque de extranjeros, por alusión a los gascones de San Sebastián que se apoderaron de él por malas artes arrebatándoselo a los de Rentería. Añadía, que todavía en su tiempo, los de Rentería solían apodar a los habitantes de San Sebastián Landerrak eta kaskoyak; "extranjeros y gascones". Lander tiene varios significados en euskera pobre, miserable, humilde y también extranjero o forastero. Baso significa bosque.
Se desconoce la fecha desde la que Landarbaso pertenece a San Sebastián. Según un escrito presentado por el Ayuntamiento de San Sebastián a la Diputación de Guipúzcoa en 1870 esta pertenencia se remontaría al menos hasta 1461.
En 1878 San Sebastián propuso ceder Landarbaso a alguno de los pueblos vecinos, pero los habitantes del enclave se opusieron. En verano de 1896 la Familia Real española al completo visitó el enclave y realizó en el mismo una fiesta campestre.
Este territorio estuvo en 2006 en el centro de una importante polémica local, ya que fue el emplazamiento elegido por el Ayuntamiento de San Sebastián para la ubicación de una incineradora de residuos sólidos orgánicos, tras la decisión del Partido Nacionalista Vasco de emplazarla en San Sebastián, en manos del PSE-EE y municipio más poblado de Guipúzcoa. Esta decisión resultó muy polémica, con las protestas que ello conllevó entre los vecinos de Landarbaso y los tres municipios vecinos (Astigarraga, Rentería y Oyarzun). Finalmente, el Ayuntamiento de San Sebastián decidió emplazar la incineradora en el barrio donostiarra de Zubieta.

## Patrimonio
En Landarbaso se encuentra una estación megalítica, llamada Igoin-Akola, que está formada por siete dólmenes.
Las cuevas de Aitzbitarte, muy populares entre los espeleólogos y con yacimientos prehistóricos de consideración, son conocidas popularme como Cuevas de Landarbaso. Paradójicamente las cuevas se encuentran fuera del enclave, un poco más al este y ya dentro del municipio de Rentería.
- Datos: Q2890806